# 马德罗涅拉
马德罗涅拉，是西班牙埃斯特雷马杜拉卡塞雷斯省的一个市镇。总面积133平方公里，总人口3132人（2001年），人口密度24人/平方公里。